# Firkowa Skała
Firkowa Skała – wzgórze i skała w miejscowości Ryczów w województwie śląskim, w powiecie zawierciańskim, w gminie Ogrodzieniec. Wznosi się na wysokość 454 m n.p.m., wysokość względna nad przebiegającą w pobliżu asfaltową droga wynosi około 24 m Są to tereny Wyżyny Częstochowskiej z licznymi skałami wapiennymi. W Ryczowie jest jedną z wielu takich skał. Należą do tzw. Ryczowskiego Mikroregionu Skałkowego.
Firkowa Skała jest ostańcem na szczycie niewielkiego wzniesienia wśród pól uprawnych Ryczowa. Wznosi się w pobliżu drogi, po południowo-wschodniej części zabudowanego obszaru miejscowości. Wzgórze porasta murawa kserotermiczna i  ciepłolubne krzewy, ale w niektórych miejscach są nagie ściany skalne. We wschodniej części znajduje się Schronisko w Firkowej Skale.

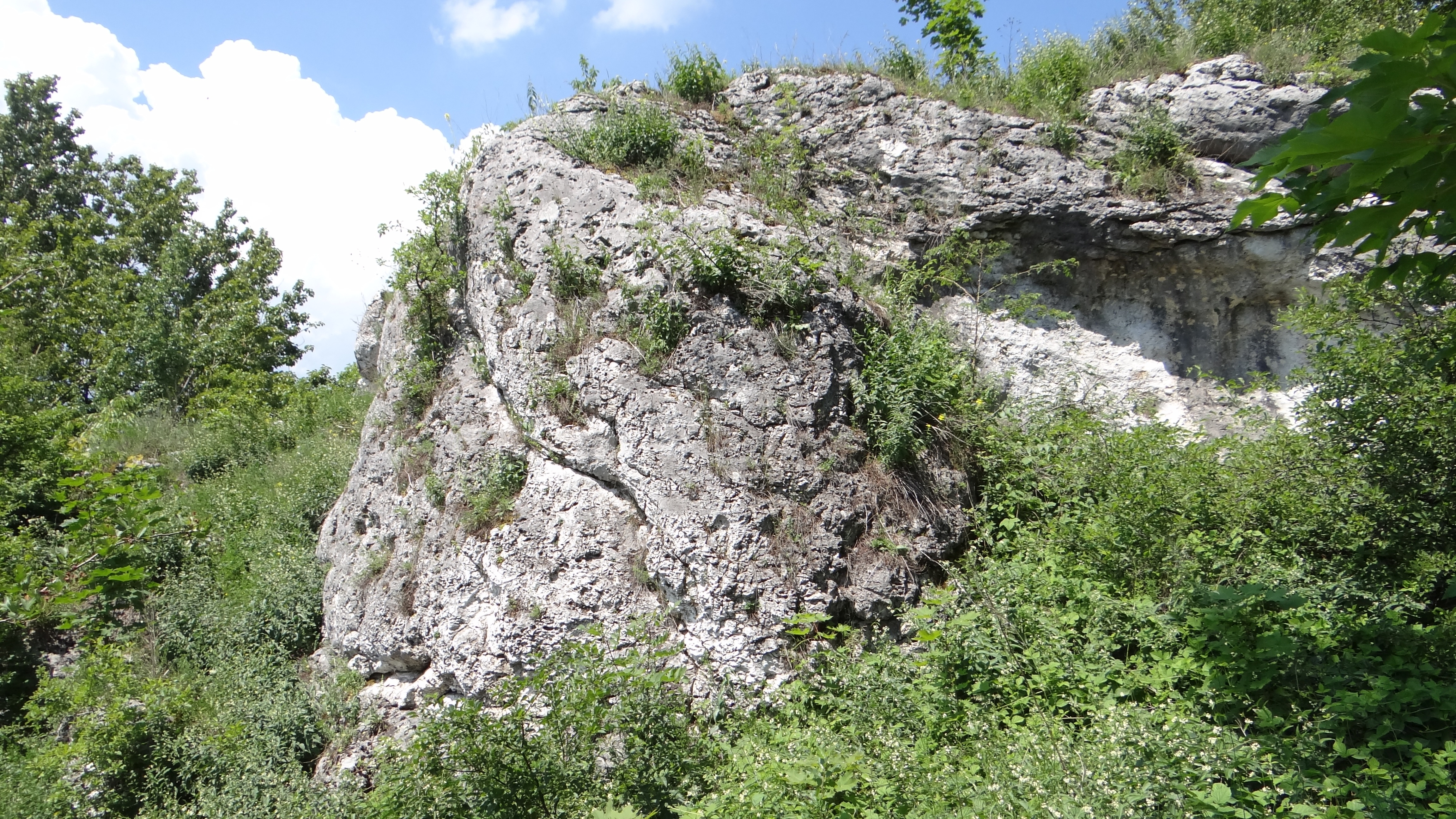
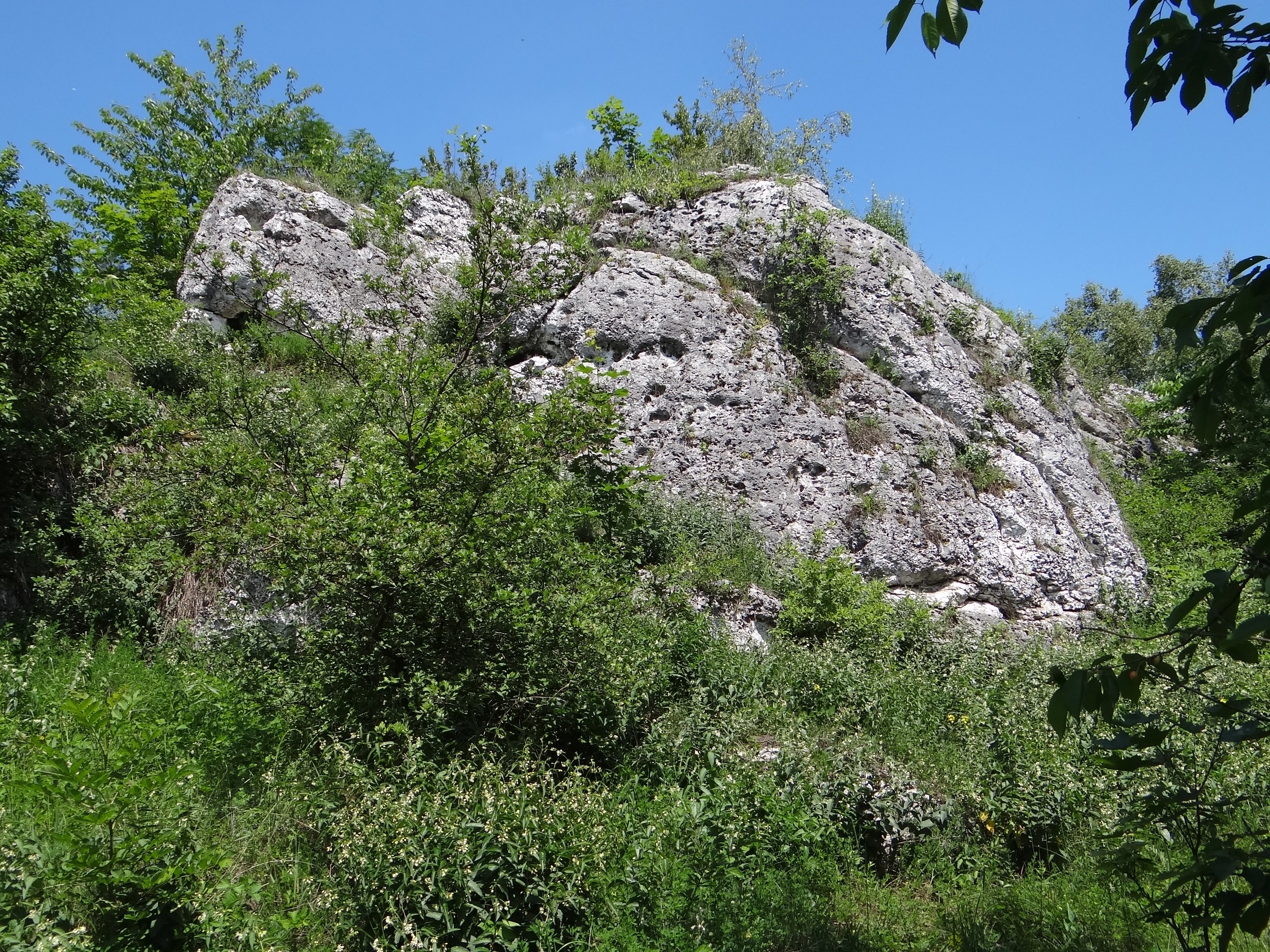
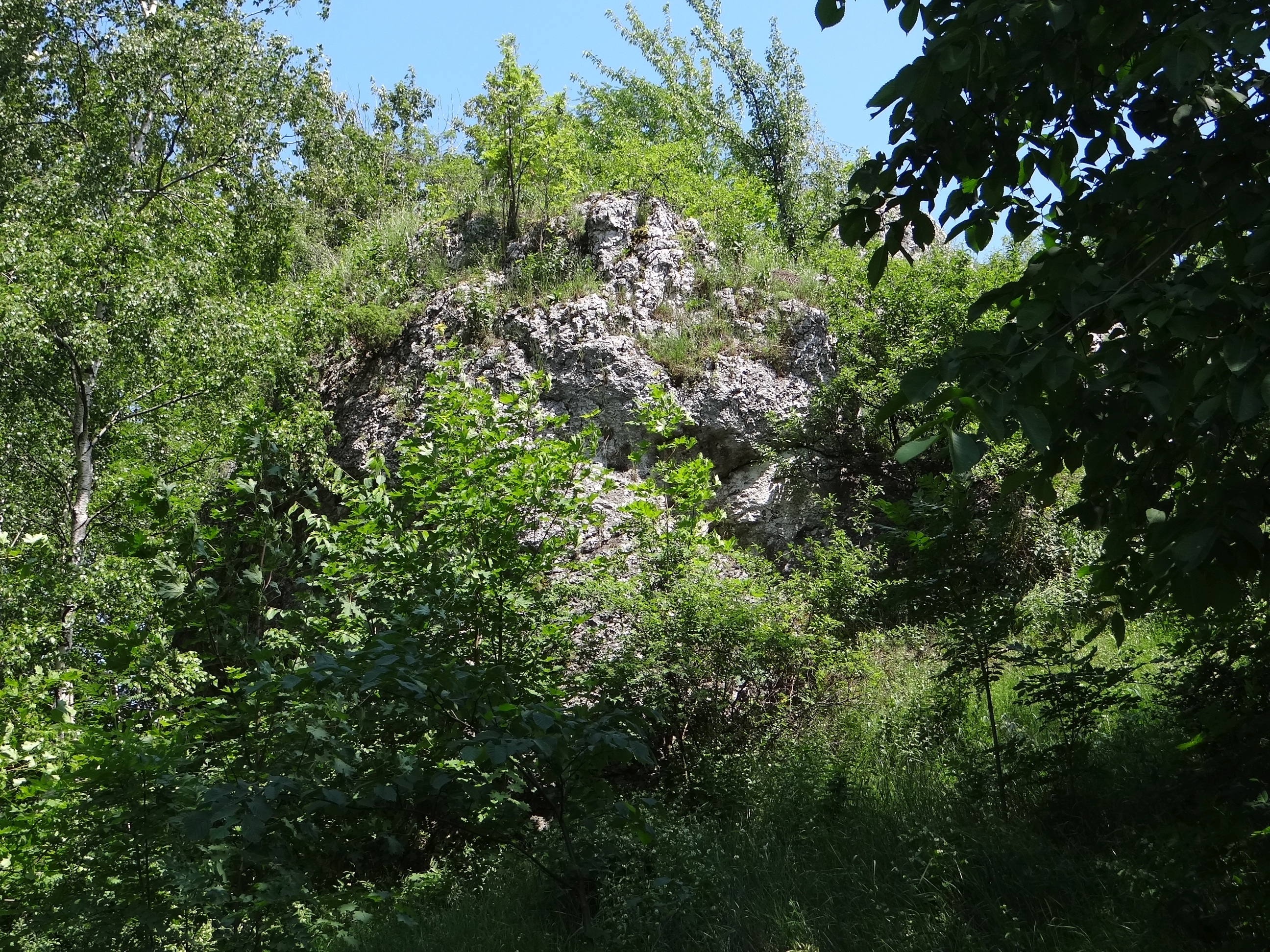